# 방림 (기업)
방림(Pangrim Co. Ltd.)은 대한민국의 방직 기업이다. 본사는 서울특별시 마포구 월드컵북로 402 KGIT상암센터 18층에 위치해 있다. 대표이사는 서재희이다. 원단, 염색에 이르는 전 공정을 베트남 현지에 갖춘 유일한 한국 업체이다

## 참고 문헌
1. ↑  서재희 회장 3년…방림, 95억 영업적자서 65억 흑자로, 이투데이, 2015-12-30
2. ↑  서재희 방림 대표집행임원 겸 회장, 2024-08-16
3. ↑  방림 서재희 회장, 차등배당 결정 왜?, 더벨, 2015-12-14